# 河帅第
河帅第，位于中国广东省河源市连平县元善镇前进六街，为河源市连平县的一个县级文物保护单位，类型为古建筑，公布时间为1986年1月。
河帅第的历史年代为清代。